# Volvo 240
El Volvo 240 es un popular automóvil sueco producido por la empresa Volvo Cars de 1974 a 1993.
Fue el producto preferido de la marca durante muchos años por conductores de todo el mundo, por su elevada fiabilidad mecánica, robustez, comodidad, resistencia, durabilidad y sobre todo por la seguridad que ofrece al conductor y pasajeros, reuniendo los más importantes avances en seguridad activa y pasiva de su tiempo. 
El Volvo 240, diseñado por Jan Wilsgaard, es el vehículo más reconocido de la marca Volvo alrededor del mundo.

## Características técnicas

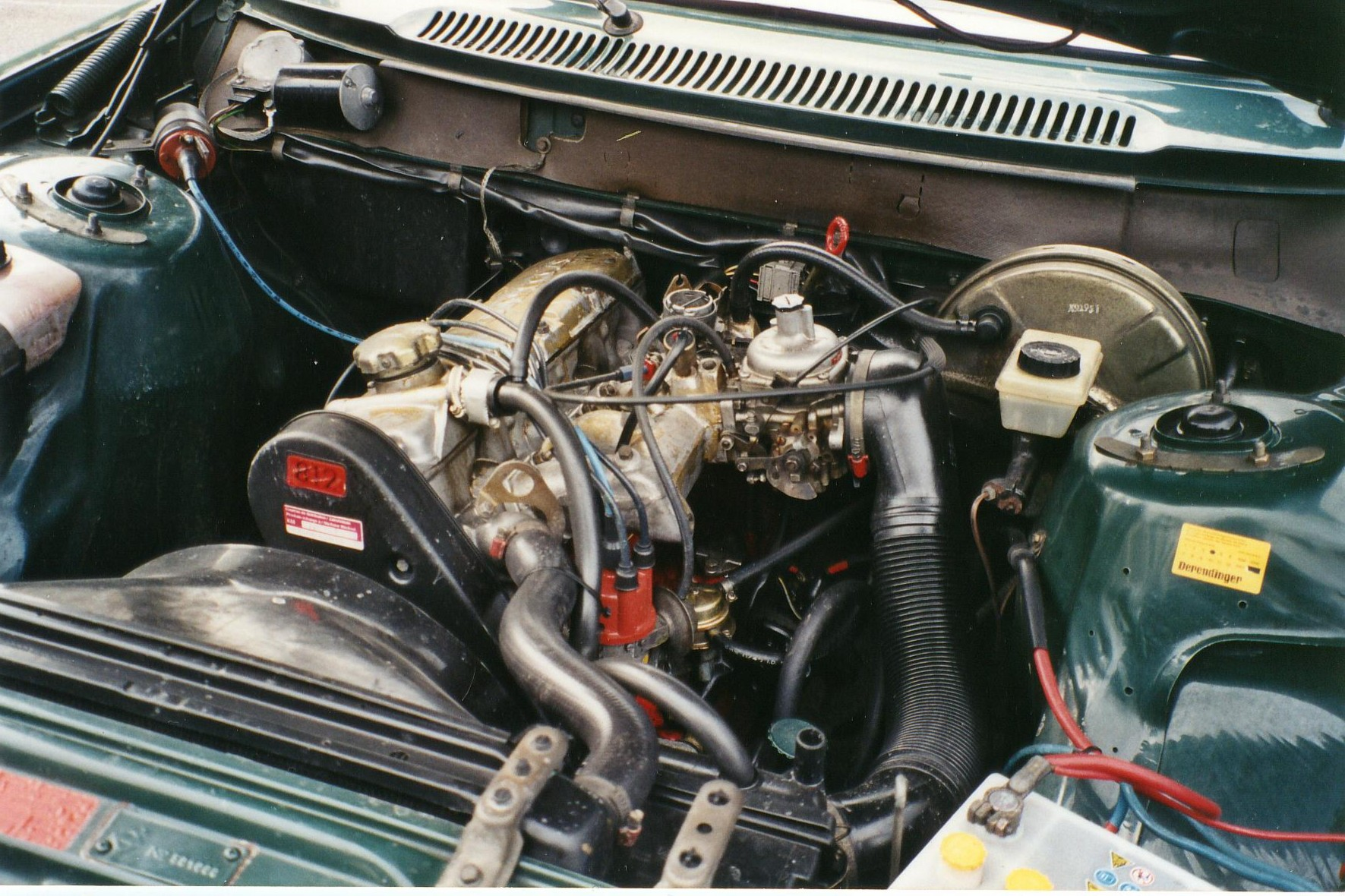
Motor B21A

La serie Volvo 240/260 sustituyó en el año-modelo 75 (verano del 74) a la anterior serie Volvo 140/160, manteniendo en la denominación la segunda cifra como referencia al número de cilindros del motor. Utilizaba gran parte de la estructura central de la carrocería de la anterior serie Volvo 100, así como los cristales y las puertas. No obstante, las mayores modificaciones no eran tan sólo las exteriores en el capó y la trasera; se centraban sobre todo en los componentes mecánicos. Una transmisión automática de tres velocidades era opcional en todos los modelos. El motor B21A ganó tres caballos de potencia, y también se introdujeron un nuevo volante y palanca de cambios.
El Volvo Experimental Safety Car (VESC) de 1972 influyó ciertamente en muchas de la soluciones de seguridad que aportó el 240, sobre todo en las zonas de deformación de la parte delantera. Los diseñadores de Volvo no podían ni sospechar que con el tiempo este modelo haría verdaderamente famosa a la marca, en términos de seguridad pasiva y fiabilidad mecánica. De hecho, se fabricó durante muchos años más de los previstos inicialmente.
Por una parte, la suspensión delantera de doble trapecio que llevaba la serie 100, pasó a ser de tipo McPherson. Se siguió montando el doble circuito de frenos de dos triángulos totalmente independientes, quedando cada rueda delantera con doble circuito. El eje trasero era rígido, con suspensión por muelles helicoidales.

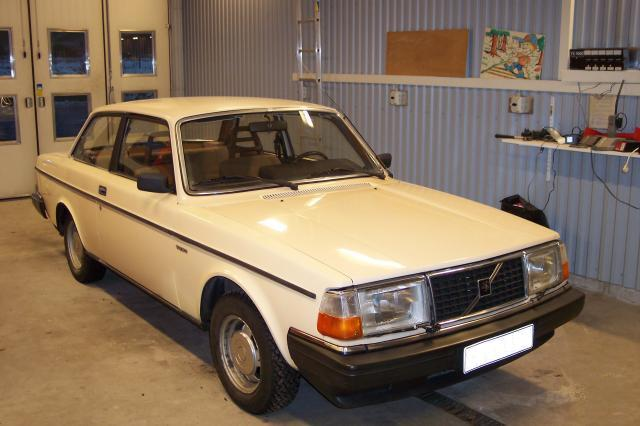
Volvo 242

Por otra, se introdujo un nuevo motor, el B21 (2.1 l) de 4 cilindros y culata de aleación, con árbol de levas en cabeza, distribución por correa, ajuste de válvulas con platillos, en dos versiones: inyección mecánica K-jetronic (B21E) y carburador (B21A). El bloque presentaba una cierta inclinación para rebajar la altura total. Este famoso motor se llamaría con el tiempo bloque rojo por su color característico. Las primeras versiones de inyección llegaron a dar 140 CV antes de que se introdujesen las normas anti-contaminación. Además se presentó una variante de menor cilindrada, el B19.
Ambos motores evolucionarían más tarde al aparecer la serie 700, bajo las denominaciones B200 y B230, tanto en versiones de carburador como de inyección, con mejoras en el cigüeñal, ahora de doble contrapeso por muñequilla, y pistón más aligerado, por lo que se les denominó low - friction.
La motorización diésel era de VW-Audi, un 6 cilindros en línea atmosférico, de 82 CV y 2400 cc (D24). Excepcionalmente, en algún mercado como Italia, con bonificaciones fiscales por debajo de los 2000 cc, se presentó con 5 cilindros que precisamente correspondían a esta cilindrada.

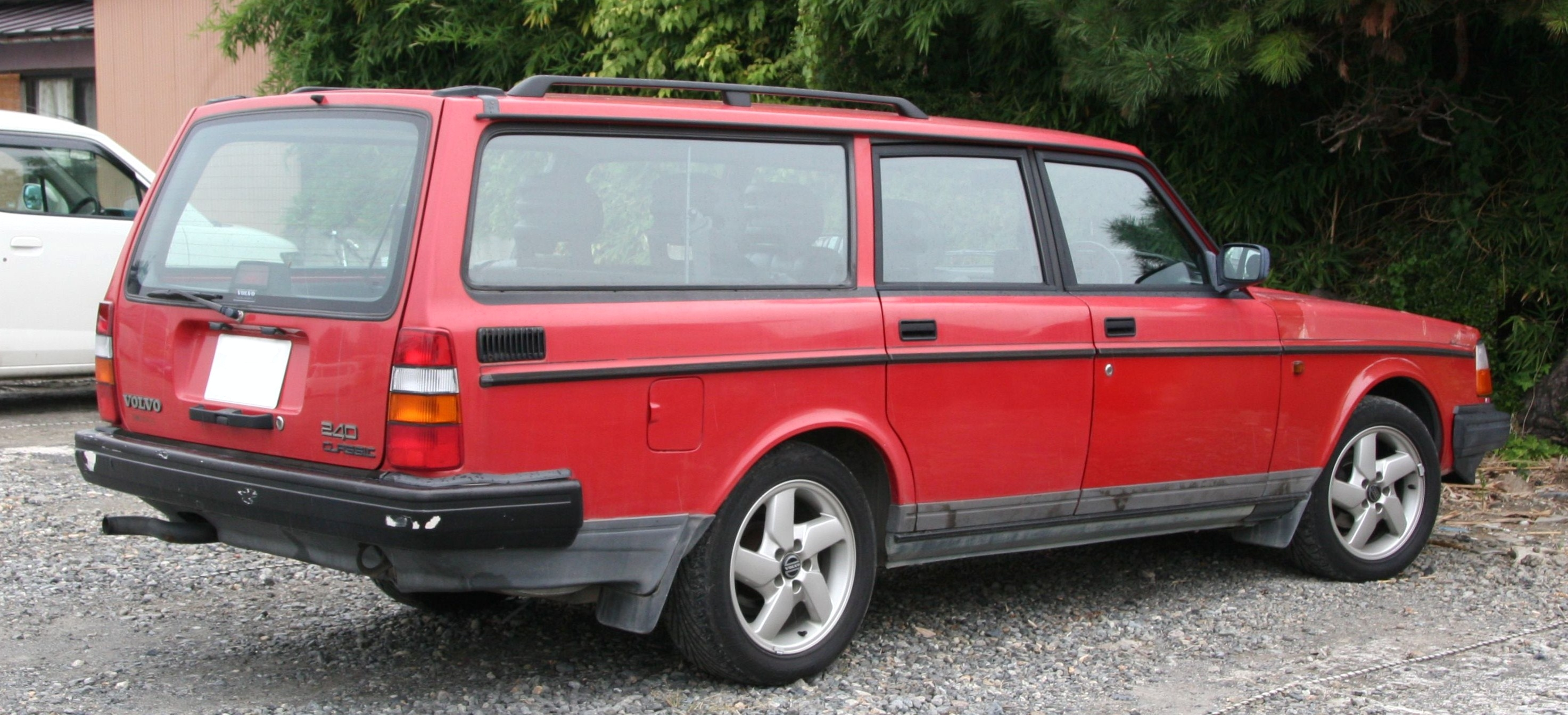
Volvo 245

El motor B27E del modelo 260 sólo tenía semejante al de su antecesor el número de cilindros: seis. Pero ya no era un motor en línea de árbol de levas en el bloque. Se trataba de un motor en V a 90° de 2700 cc, íntegramente de aluminio, fruto de un consorcio de desarrollo técnico emprendido conjuntamente con Peugeot y Renault ("PRV"), quienes lo montarían en sus modelos 605 y Talbot Tagora, y R30 y Alpine A310 respectivamente.
Al igual que en la serie 140/160, existió una versión familiar o break, también llamada Station Wagon en algunos mercados. De esta manera la denominación de la serie 2 quedaba completa, ya que la tercera cifra indicaba el número de puertas:
- 242, 2 puertas
- 244, 4 puertas
- 245, 5 puertas.

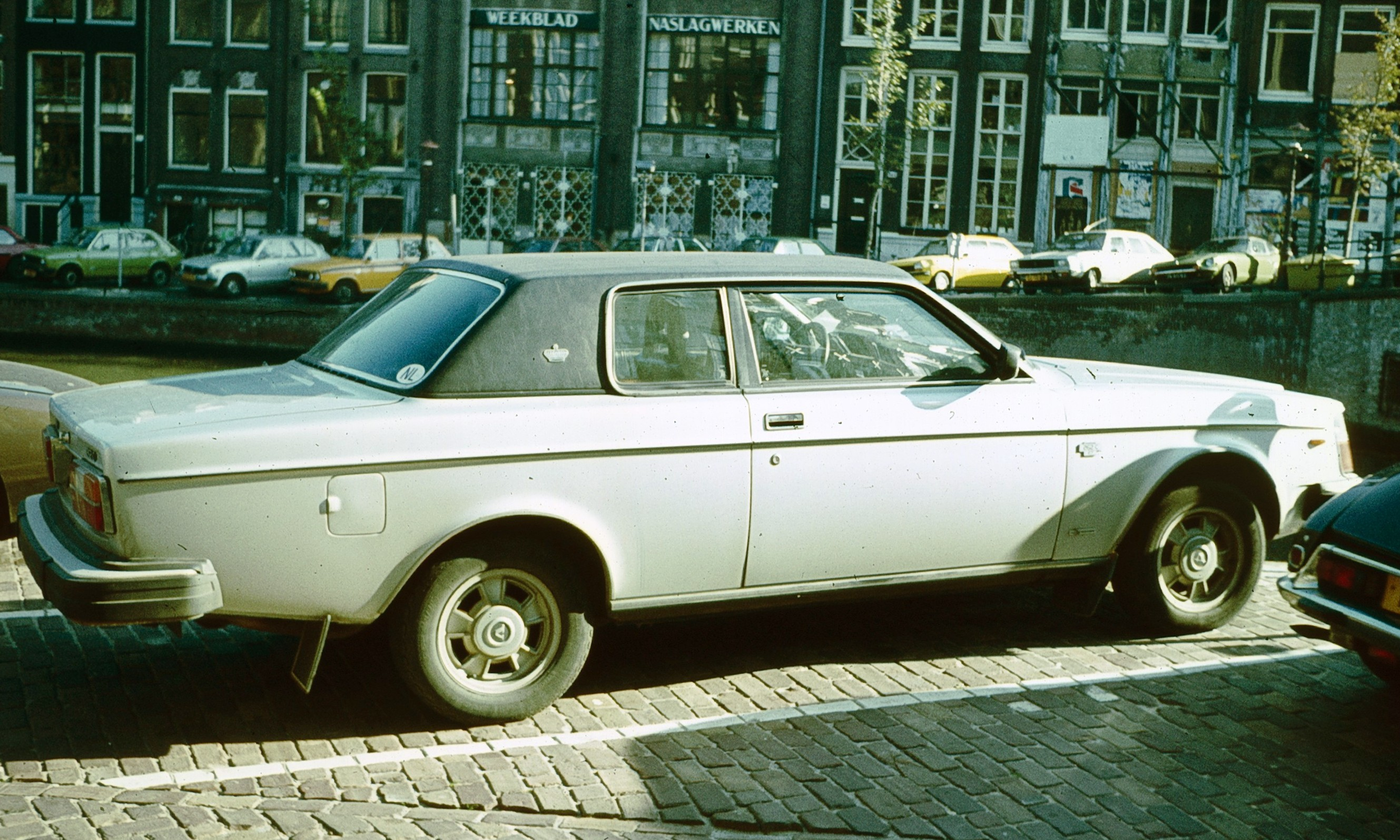
Volvo 262C

En 1981 se presentó una versión del B21 con turbo, el B21ET, que rendía 155 CV.
Como culminación de esta serie que haría mítica a la marca Volvo, sobre todo en Norteamérica, uno de sus mayores mercados, se lanzó en 1977 para conmemorar el 50.º aniversario de su fundación, un modelo Cupé, el 262C, diseñado y montado en la factoría Bertone de Italia, lógicamente con el motor B27E. La producción terminó, básicamente en versiones 245, en 1993.
Para el modelo del año 1983, Volvo eliminó las etiquetas DL y GLE y vendió los automóviles simplemente como 240. En el mercado nacional sueco, el 240 se podía adquirir con un motor de 2.1 o 2.3 litros (había más opciones disponibles en la exportación), pero el motor más grande siempre venía junto con una transmisión de cinco velocidades y vidrios polarizados. La edición de 1983 también recibió molduras laterales más anchas y todos los modelos tenían las luces traseras más grandes introducidas en el modelo GLT del año anterior. También se agregó una variante GLE con motor B23E (no disponible con dos puertas). Los compradores protestaron por la falta de opciones, que se reincorporaron en 1984. También llegó una nueva caja de cambios manual para 1984, mientras que una opción automática de cuatro velocidades estaba disponible en el GL. Las versiones GLT y Turbo recibieron una parrilla más alta.
Aproximadamente un tercio de todos los 240 vendidos fueron familiares, que presentaban un espacio de carga muy grande de 41 pies cúbicos (1,2 m³). Podían estar equipados con un asiento auxiliar plegable orientado hacia atrás en el área de pasajeros, lo que le daba la posibilidad de alojar siete pasajeros. El asiento auxiliar venía con cinturones de seguridad de tres puntos y las carrocerías se diseñaron con una sección de suelo reforzada, protegiendo a los ocupantes del asiento auxiliar en caso de impacto trasero.
El fundador de IKEA, Ingvar Kamprad, condujo durante dos décadas un Volvo 240DL de 1993, y solo accedió a sustituirlo cuando supo que el automóvil era demasiado peligroso debido a un diseño de seguridad que se había quedado obsoleto.
Las 200 últimas unidades producidas fueron una serie de familiares de color azul, construidas según las especificaciones italianas, y comercializadas con el nombre de "Polar Italia". Uno de estos coches, fabricado el 14 de mayo de 1993, actualmente se exhibe en el Museo Mundial Volvo.

## En la cultura popular
- El Volvo 240 es el vehículo más famoso e icónico de la marca Volvo, fue un éxito de ventas a nivel mundial durante los años que estuvo en producción, inclusive superior a otros modelos Volvo contemporáneos como el 740, 760 y los primeros 940, esta fue la razón por la cual el Volvo 240 se mantuvo en producción durante 19 años.

- Su elevada y legendaria durabilidad ha permitido que muchas unidades continúen circulando hasta nuestros días, acumulando cantidades considerables de kilómetros recorridos. En Baltimore, Maryland, Estados Unidos, existe un Volvo 240 con más de 1,6 millones de kilómetros recorridos y documentados.

- Es un automóvil con varias apariciones en películas y series de televisión, principalmente en Estados Unidos donde es muy popular.

- En la actualidad se le considera en muchos países como un automóvil clásico y las unidades en buen estado de conservación se cotizan cada vez a mayor precio.